# Rafael Pereira Gonçalves

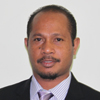
Rafael Pereira Gonçalves

Rafael Pereira Gonçalves ist ein Politiker aus Osttimor. Er ist Mitglied des Congresso Nacional da Reconstrução Timorense (CNRT).
2005 war Gonçalves Leiter der Nichtregierungsorganisation Le kede'e Foundation (LEF).
Gonçalves wurde am 8. August 2012 für die V. Regierung zum Staatssekretär für Fischerei (Sekretario Estadu Peskas SEP) vereidigt. Die Amtszeit endete am 16. Februar 2015. Zuvor war er bereits im Ministerium für Landwirtschaft und Fischerei (MAF) Leiter der Abteilung Meerespark, Schutz und Erhalt von Meeresressourcen.